# Обична зелена мува
Обична зелена мува или златна зунзара (лат. Lucilia caesar) је мува из породице Calliphoridae. Распрострањена је у Европи, северној Африци и Азији. Одрасле јединке се обично хране поленом и нектаром цвећа, док се ларве хране на лешинама. Обично се могу видети у периоду од априла до октобра, а за разлику од мува зунзара плаве боје, ретко залазе у куће и углавном се могу наћи на цвећу.

## Изглед
Златна зунзара је златно-зелене боје, величине око 8 mm. Златна боја постаје истакнутија током животног века. Слична је другим врстама зунзара, али за разлику од њих има само два пара длачица иза линије грудног коша. Мужјаци се могу разликовати од женки по великој гениталној капсули.

## Размножавање
Женка полаже јаја у мекшим деловима лешине који су заштићени од сунца. Када пронађе одговарајуће место, остаје непокретна дуже време, остављајући иза себе око 150 јаја. Ларве живе унутар лешине, али и у ранама живих животиња хранећи се месом животиње. 